# СМЕРШ (телесериал, 2019)
«СМЕРШ» — российский военно-исторический телесериал, созданный по мотивам серии книг Василия Веденеева о разведчике Антоне Волкове. 
Премьера всех серий первого сезона состоялась на телеканале «РЕН-ТВ» 28 апреля 2019 года.
Премьера всех серий второго сезона состоялась на «РЕН-ТВ» 10 мая 2022 года.
Цифровая премьера третьего сезона состоялась в онлайн-кинотеатре Wink 16 апреля 2025 года.

## Сюжет
До начала и во время Великой Отечественной войны капитаны советской контрразведки «Смерш» выполняют сложные и опасные для жизни задания в борьбе с фашистской Германией.
Каждая из новелл состоит из 4—5 серий.

## В главных ролях
- Владислав Котлярский — Павел Романович Семёнов, старший лейтенант госбезопасности / капитан «СМЕРШ»
- Алексей Макаров (1 сезон) — Георгий Волков, дипкурьер / капитан госбезопасности
- Игорь Петренко (со 2 сезона) — Константин Лавров, старший лейтенант пограничных войск / капитан «СМЕРШ»
- Олег Фомин — Конрад фон Бютцов, майор абвера
- Леонид Громов — Алексей Емельянович Ермаков, заместитель начальника особых отделов НКВД СССР/заместитель начальника главного управления контрразведки СМЕРШ, майор госбезопасности/полковник
- Юрий Анпилогов — Бергер, полковник абвера
- Сергей Комаров (со 2 сезона) — Генрих Миллер, полковник, комендант Новороссийска

## Список эпизодов
| Сезоны | Сезоны | Серии | Премьера сезона | Финал сезона   |
| ------ | ------ | ----- | --------------- | -------------- |
|        | 1      | 12    | 28 апреля 2019  | 28 апреля 2019 |
|        | 2      | 12    | 10 мая 2022     | 10 мая 2022    |
|        | 3      | 9     | 16 апреля 2025  | 23 апреля 2025 |
|        | 4      | 8     | TBA             | TBA            |

## Эпизоды

### Сезон 1
| № новеллы | №№ серий | Название новеллы          | Премьера       | Описание новеллы |
| --------- | -------- | ------------------------- | -------------- | --- |
| 1         | 1—4      | «Дорога огня»             | 28 апреля 2019 | 21 июня 1941 года. Советский дипкурьер Георгий Волков везёт в СССР из Берлина ценный груз — изумруды на сумму 37 миллионов рейхсмарок. Однако на самом деле это лишь прикрытие, а главная цель Волкова — доставить на Родину пакет с секретными документами, от которых зависит судьба страны. Перед самой границей отряд немцев под командованием опытного офицера немецкой военной разведки Конрада Фон Бютцева организует нападение на дипкурьера, полагая, что Волков и его груз станут лёгкой добычей. Но он ошибается. Волкову удаётся сбежать. Граница СССР в считанных километрах, однако начавшаяся война постоянно отодвигает её всё дальше. |
| 2         | 5—8      | «Камера смертников»       | 28 апреля 2019 | Из оккупированного немцами белорусского городка Немеж приходит радиограмма с шокирующей новостью: один из высокопоставленных советских генералов — предатель. Для проверки этой информации в тыл к немцам забрасывают хорошо подготовленного разведчика Георгия Волкова. В Немеже расположен штаб немецкой контрразведки, где служит давний враг Волкова — Конрад фон Бютцев. Волкову придётся, рискуя жизнью, пробраться в хорошо укреплённый замок, чтобы выяснить правду. Судьба целого фронта будет зависеть от успеха этой операции. |
| 3         | 9—12     | «Умирать приказа не было» | 28 апреля 2019 | 1942 год. В Горьком действует группа неуловимых диверсантов. Их цель — получение ценной информации о секретах советского оборонного производства. Капитану Георгию Волкову удаётся напасть на след шпионов. Однако поймать их будет совсем не просто, ведь командует диверсантами давний враг Волкова — опытный немецкий шпион Конрад фон Бютцев. |

### Сезон 2
| № новеллы | №№ серий     | Название новеллы  | Премьера    | Описание новеллы |
| --------- | ------------ | ----------------- | ----------- | --- |
| 1 (4)     | 1—4 (13—16)  | «Секретный груз»  | 10 мая 2022 | Весна 1942 года. По пути из Москвы в Мурманск пропадает бомбардировщик с золотом на борту. Самолёт по непонятной причине падает на советской территории вблизи границы с Финляндией. Каким-то чудом в живых остаётся представитель военно-дипломатической миссии Великобритании Мэри Кларк. Советские пограничники берут под охрану обломки самолёта, но немцы, совершив нападение, захватывают груз и уходят с ним в сторону Финляндии. По их следам отправляются старший лейтенант НКГБ Павел Семёнов, Мэри Кларк и хорошо подготовленный боец-пограничник Константин Лавров. Вместе им предстоит не только выследить, но и вернуть груз.                                                                                                 |
| 2 (5)     | 5—8 (17—20)  | «Взрывная волна»  | 10 мая 2022 | Действие разворачивается во время подготовки Новороссийско-Таманской наступательной операции, цель которой — освобождение захваченного немцами Новороссийска. Внезапно операция оказывается под угрозой — появилась информация о том, что немцы приняли на вооружение новый тип мин, работающих на необычных физических принципах. Только разгадав загадку этих мин, можно их обезвредить и освободить фарватер кораблям Черноморского флота для нанесения сокрушительного удара по противнику. Выведать этот секрет в захваченный немцами город отправляются Павел Семёнов и Константин Лавров. Пройдя ряд непростых испытаний, они выясняют, что план немцев был намного хитрее и теперь только они могут спасти наступательную операцию. |
| 3 (6)     | 9—12 (21—24) | «Обратный отсчёт» | 10 мая 2022 | 1943 год. Павлу Семёнову и Константину Лаврову предстоит отыскать на передовой некоего рядового Рябинина — молодого учёного, имевшего отношение к советским ядерным разработкам. У контрразведчиков всего лишь несколько дней, чтобы найти этого человека, потому что созданный им прототип ядерного реактора был найден немецкими учёными, но в спешке эвакуации оказался брошен в порту Мариуполя и теперь грозит стереть город с лица Земли. Лаврову и Семёнову предстоит предотвратить гибель тысяч людей, а также отыскать предателей в своих рядах. |

### Сезон 3
| № новеллы | №№ серий    | Название новеллы        | Премьера       | Описание новеллы |
| --------- | ----------- | ----------------------- | -------------- | --- |
| 1 (7)     | 1—5 (25—29) | «Объект 196»            | 16 апреля 2025 | Лето 1944 года. Идёт подготовка наступательной операции советских войск «Багратион». Военный эшелон сходит с рельс. Прибывшая на место комиссия обнаруживает, что шляпки костылей, предназначенные для скрепления рельс и деревянных шпал, развалились на протяжении нескольких километров. Исследование в лаборатории показывает, что костыли были изготовлены с нарушением технологии. Возникает версия диверсии. Чтобы разобраться в этом Лавров выезжает в Брянск, на завод, который изготовил эти костыли. Там он неожиданно встречает Семёнова. Выясняется, что в конце 2 сезона Семёнова разжаловали и отправили начальником охраны на Бежицкий механический завод. Он зол на Лаврова. Но героям удаётся преодолеть все трудности и разногласия. И снова, как в старые добрые времена, вместе распутать планы Абвера. Идя по следу немецких агентов, герои спустя время выясняют настоящую цель немцев — они хотят обезглавить советское командование и захватить в плен самого маршала Жукова! Лаврову и Семёнову, как и всегда, предстоит разрушить планы врага. |
| 2 (8)     | 6—9 (30—33) | «Секретный истребитель» | 23 апреля 2025 | Белоруссия, лето 1944 года. Продолжается стратегическая наступательная операция «Багратион» по освобождению территории БССР от немецко-фашистских захватчиков. Действие происходит в немецком и нашем тылу, недалеко от линии фронта. В условиях строгой секретности гитлеровцы перебрасывают для испытаний в боевых условиях на Восточный фронт несколько экспериментальных реактивных истребителей Messerschmitt Me.262, пилотируемых лучшими асами Люфтваффе. База, где находятся самолёты, расположена недалеко от линии фронта на оккупированной территории. Сведения о новом оружии попадают в Москву. Нужно попытаться захватить самолёт, угнав его с временного полевого аэродрома. Лавров и Семёнов отправляются на задание. Они спасают из плена советскую лётчицу, которая угоняет истребитель. Однако немцам удаётся подбить экспериментальный «Мессершмитт». Теперь Лаврову и Семёнову нужно добраться до самолёта первыми и перегнать его по другую линию фронта.                                                                                           |

## Места съёмок
Съёмки первого сезона сериала начались в Рыбинске в июне 2018 года, а затем переместились в ещё более провинциальный Тутаев. Там на съёмках произошёл несчастный случай с одним из статистов массовки, которого в сцене массовой драки ударили в висок. От полученной травмы мужчина скончался в больнице.

## Критика
Критик «Газеты. Ру» Дмитрий Кузьмин перед выходом сериала отметил, что в нём нет сцен с крупными боями, однако сюжет позволяет держать в напряжении зрителя: находясь в тылу врага, главные герои периодически вступают в локальные бои с противником, поражая его живую силу исключительно меткими одиночными выстрелами из всех видов оружия и пулеметными очередями. Сериал хорош игрой актёров: Алексея Макарова в роли жёсткого, но в то же время человечного сотрудника госбезопасности, и режиссёра сериала Олега Фомина, сыгравшего главного злодея — Конрада фон Бютцова. «Если в первой серии Фомин где-то переигрывал, то впоследствии его персонаж стал выглядеть предельно органично», — резюмировал Кузьмин.
Обозреватель Tricolor TV Magazine Ольга Дубро назвала работу Олега Фомина и студии Star Media «не самым лучшим образцом кино про Великую Отечественную войну». «Смущает, что современное кино о первой половине 40-х, рассказанное простым и доступным языком, превращает войну в „войнушку“. Образ главного героя прописан, как по учебнику: конечно, отважный, конечно, несгибаемый, конечно, преданный родине и не лишенный способности любить и сопереживать. То, что Волков отличный стрелок, — это мы поняли ещё во время первой перестрелки. По ходу сюжета оказывается, что он также отличный метатель ножей, мастер ближнего боя, умелый гранатометчик и защитник дам просто замечательный. Просто готовый пример для подражания как альтернатива какому-нибудь мажору или физруку. Но раз кино современное и претендует на историческую достоверность и „правду в каждом кадре“, то гэбня — кровавая, Берия — злодей, а немцы хоть и в пролёте, но тоже неплохо подготовлены. Но это их нисколько не красит, фашисты все равно рисуются воплощением земного зла в противовес русскому героизму: „зачем умирать по-русски, если можно жить по-человечески“. Смерть помощников капитана на пути к цели предсказуема, как радуга после дождя. Зато все ходы указывают на хороший конец». Хотя и конец самого фильма нельзя назвать хорошим: сделан он в самом духе «правды» современных фильмов о войне.

## Фестивали
- Сериал вышел в финал II конкурса «ТЭФИ-Летопись Победы» (2020) в номинации «Лучший телевизионный художественный сериал»[6].